# Nadzeja Kučarová
Nadzeja Kučarová (bělorusky: Надзея Кучар), v západním světě vystupující jako Nadine Koutcher (* 18. května 1983 Minsk) je běloruská operní pěvkyně, dramatický koloraturní soprán. V roce 2015 zvítězila na BBC Cardiff Singer of the World competition.
V roce 2003 absolvovala na Minské státní hudební koleji M. I. Glinky, v roce 2011 své hudební vzdělání rozšířila na Konzervatoři N. A. Rimského-Korsakova v Petrohradu. V Petrohradě prožila v roce 2007 i svůj operní debut, od roku 2009 působila ve zdejším Michajlovském divadle, později přešla do Státní opery v Permu. V roce 2012 vyhrála nizozemskou pěveckou soutěž Internationaal Vocalisten Concours 's-Hertogenbosch. Roku 2013 získala ruskou cenu Zlatá maska za roli Médei v ruské premiéře opery Pascala Dusapina Medeamaterial. Průlom do světa přineslo vítězství na prestižní Cardiffské soutěži v roce 2015. V prosinci 2015 debutovala v Berlínské opeře, v La traviatě, následovaly debuty v Grand Théâtre de Genève, Théâtre du Capitole v Toulouse, Teatro Municipal v São Paulu, Teatro Real v Madridu a ve Varšavské opeře. 22. července 2023 na sociálních sítích oznámila, že u ní byla diagnostikována rakovina prsu ve 4. stádiu.